# Анистон (Алабама)
Анистон  (енгл. Anniston) град је у америчкој савезној држави Алабама. По попису становништва из 2010. у њему је живело 23.106 становника.

## Демографија
Према попису становништва из 2010. у граду је живело 23.106 становника, што је 1.170 (4,8%) становника мање него 2000. године.
| Група             | 2000.          | 2010.          |
| Белци             | 11.630 (47,9%) | 10.065 (43,6%) |
| Афроамериканци    | 11.821 (48,7%) | 11.903 (51,5%) |
| Азијати           | 189 (0,8%)     | 184 (0,8%)     |
| Хиспаноамериканци | 409 (1,7%)     | 613 (2,7%)     |
| Укупно            | 24.276         | 23.106         |